# Doctor Moisés Santiago Bertoni

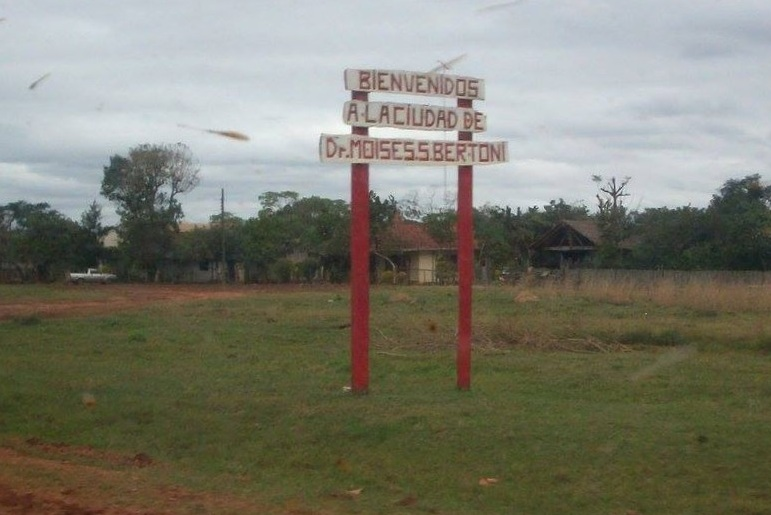
Acceso a Moisés Bertoni por la Ruta PY08.

Doctor Moisés Santiago Bertoni es un municipio y ciudad paraguaya situada al oeste del Departamento de Caazapá. Su casco urbano se encuentra localizado a 260 km de Asunción.

## Historia
Hacia 1880 se creó la Estación Sosa, ubicada en un ramal entre Caazapá y Yuty. El 27 de julio de 1931 ―en honor al gran investigador suizo, Moisés Bertoni (1857-1929)―, un decreto del Poder Ejecutivo Nº 40.843, firmado por el presidente José P. Guggiari, le cambió el nombre Estación Sosa por Doctor Moisés S. Bertoni.
La primera junta administrativa fue integrada por el presidente Carlos Antonio López Guerrero, junto con Sixto Real y Basilicio Núnez, y los miembros suplentes Guillermo Flores, Daniel Duarte.

## Geografía
Moisés Bertoni está situado a 260 km al sudeste de la ciudad de Asunción, entre Caazapá y Yuty. Al noreste está ubicada la cordillera de Caaguazú y la meseta central brasileña, la altitud de la zona es inferior a 400 metros, existen colinas bajas de areniscas rojas y valles profundos hasta llegar a las proximidades del río Paraná. Todo este terreno está regado por el Ypety, cuyas características son las de la selva subtropical asentada sobre suelos lateríticos y prolongación de la selva brasileña.
Hay ondulaciones y hacia el suroeste se extiende una gran planicie, la de Tebicuarý, entre el río Tebicuarý y su tributario el Tebicuarymí; son terrenos bajos cubiertos por sedimentos recientes cuya escasa permeabilidad permiten el desarrollo de grandes esteros, áreas pantanosas y espacios abiertos donde hay gran profusión de palmeras, extensas formaciones de herbáceas, arbustos y árboles aislados. Los ríos son todos afluentes del Paraguay.

## Clima
La temperatura media es de 21 °C, la máxima en verano 37 °C y la mínima en invierno, 1 °C. Está situada en uno de los departamentos que registra mayor nivel de precipitaciones, por lo que la región es excelente para la explotación agropecuaria.

## Economía
Las principales actividades son la ganadería y la agricultura. Existen grandes plantaciones de eucaliptos, cítricos, caña de azúcar. Parte de la población situada sobre la ribera del río Tebycuarymí, se dedica a la pesca para autoconsumo y para venta especialmente en la capital departamental.

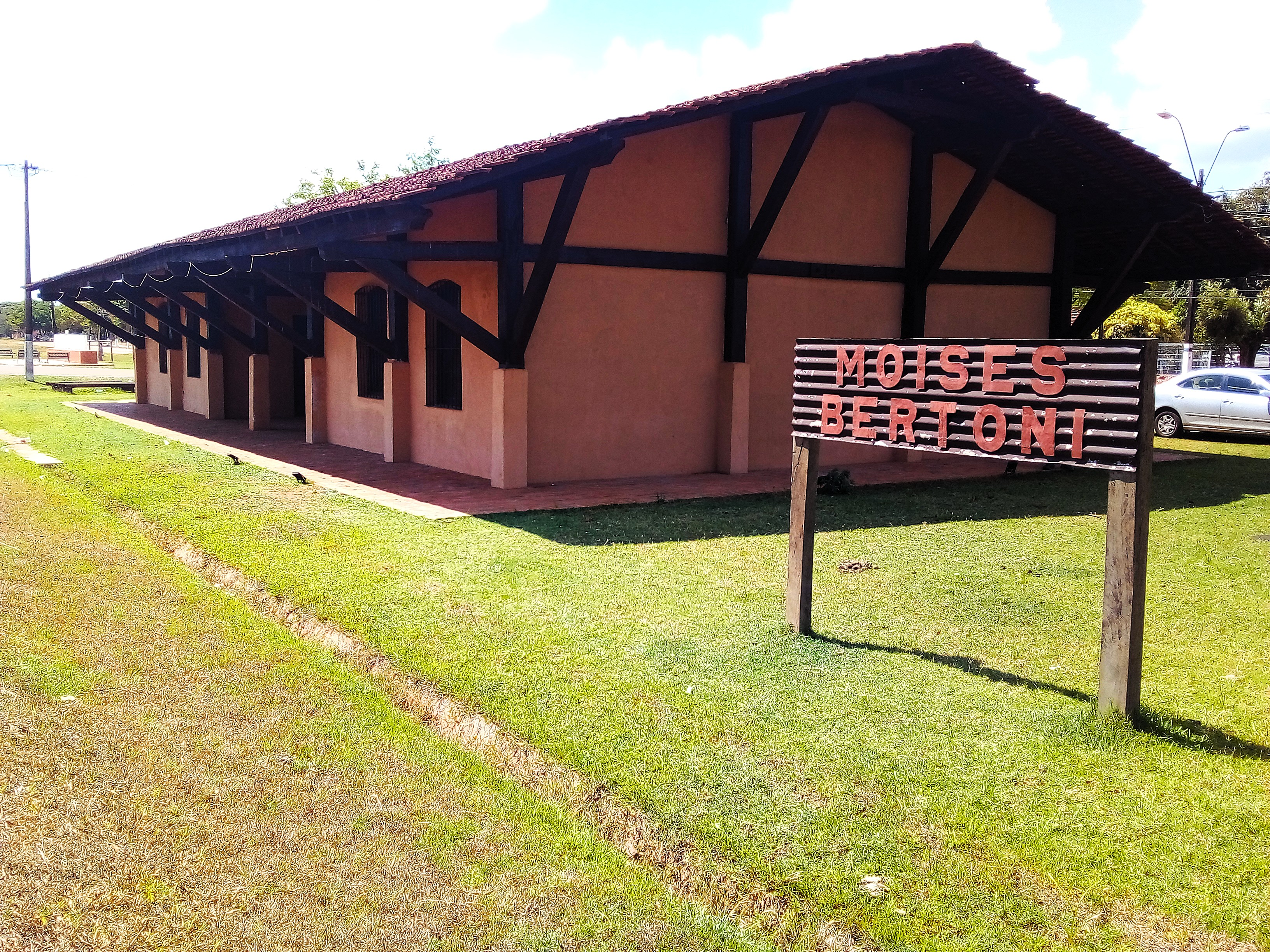
Antigua estación de Moisés Bertoni (exestación Sosa), del extinto FFCC Carlos Antonio López.

## Transporte
Situada a 260 km de la ciudad de Asunción. Existen varias empresas de transporte, La Yuteña, La Guaireña, Expreso Paraguay, que pasan en diversos horarios con itinerarios hasta Asunción y Encarnación a través de la recientemente asfaltada PY08.

## Cultura
En el centro de la ciudad, la estación del tren es un atractivo turístico. En octubre se realiza la fiesta patronal en honor a Santa Teresa de Jesús con actividades recreativas, carreras de caballos, corridas de toros y sortija, y un festival denominado isla Susu, con artistas locales, nacionales e internacionales. Se realiza una fiesta típica denominada (jineteada) cada 24 de febrero en la Compañía Santa Teresa, con la presencia de todas las asociaciones del país.